# Topkapi (Roman)
Topkapi ist ein Roman des britischen Schriftstellers Eric Ambler. Das Buch wurde erstmals 1962 unter dem Titel The Light of Day veröffentlicht. Die erste deutsche Übersetzung stammt von Elsbeth Herlin und erschien erstmals 1965 unter dem Titel Im ersten Morgenlicht. Der Titel wurde ab 1969 in Topkapi geändert. 1996 erschien eine auf Grundlage von Herlins Übertragung von Nikolaus Stingl erarbeitete revidierte Neuübersetzung.

## Inhalt
Hauptfigur ist der Journalist Arthur Abdel Simpson, ein in Kairo geborener Brite, der sich in Athen, wo er mit seiner jüngeren Frau lebt, mit kleinen Gaunereien und als Fremdenführer über Wasser hält. Er wird von dem Geschäftsmann  Harper erwischt, als er versucht, dessen Reiseschecks zu stehlen. Harper lässt ihn ein Geständnis unterschreiben. Harper erpresst ihn dazu, für ihn ein Auto, einen Lincoln zu einer Bekannten – Elisabeth Lipp – zu bringen. Elisabeth Lipp lebt in einer Villa am Bosporus in der Nähe von Istanbul.
An der Grenze zwischen Griechenland und der Türkei wird der türkische Zoll auf Simpson aufmerksam, weil sein Pass abgelaufen ist. Daraufhin wird der Wagen durchsucht, die Zöllner entdecken Waffen in den Türfüllungen. Simpson wird verhaftet, jedoch wieder freigelassen, als er sich bereiterklärt, mit dem türkischen Geheimdienst zusammenzuarbeiten. Der Geheimdienst vermutet, dass Harper und Miss Lipp beabsichtigen, ein Attentat zu verüben; Simpson soll herausfinden, was sie genau planen.
Simpson lässt sich von Miss Lipp als Fremdenführer und Chauffeur einstellen. Er zieht in die Villa ein, wo er auch auf die „Geschäftsleute“ Fischer und Miller trifft. Als sich Fischer bei einer Prügelei verletzt, muss Simpson seinen Platz bei dem Einbruch in das Topkapi-Serail, den Harper plant, einnehmen.

## Bedeutung
Topkapi ist Eric Amblers bekanntester Roman. Die handelnden Personen sind alles mehr oder weniger Verbrecher, selbst Simpson, der unfreiwillig in die Sache hineingerät und bei dem Einbruch auf dem Dach des Topkapi-Serail Todesängste aussteht.
Die Figur des Arthur Abdel Simpson spielt auch in einem anderen Roman Eric Amblers – Schmutzige Geschichte (Dirty Story) – die Hauptrolle. Schmutzige Geschichte ist allerdings keine Fortsetzung von Topkapi.

## Verfilmung
Unter dem Titel Topkapi wurde der Roman 1964 von Jules Dassin mit Peter Ustinov als Simpson, Melina Mercouri als Elisabeth Lipp, Maximilian Schell als Harper und Robert Morley verfilmt. Peter Ustinov erhielt für seine Rolle einen Oscar. Der Film ist, anders als der Roman, eine ironische Komödie. Die Figuren – insbesondere Harper – sind im Film sympathischer dargestellt.

## Ausgaben
- Eric Ambler: Im ersten Morgenlicht. Roman (Originaltitel:  The Light of Day). Aus dem Englischen von Elsbeth Herlin. Lichtenberg, München 1965, DNB 450064999 (deutschsprachige Erstausgabe).
- Eric Ambler: Topkapi. Roman (Originaltitel:  The Light of Day). Aus dem Englischen von Elsbeth Herlin und Nikolaus Stingl. Diogenes, Zürich 1996, ISBN 3-257-20536-8
  - Neuausgabe: Hoffmann und Campe, Hamburg 2017, ISBN 978-3-455-40576-7.